# Dolomedes laticeps
Dolomedes laticeps är en spindelart som beskrevs av Pocock 1898. Dolomedes laticeps ingår i släktet Dolomedes och familjen vårdnätsspindlar. Inga underarter finns listade i Catalogue of Life.